# Josh Lawson
Joshua Lawson (Queensland, Brisbane, 1981. július 22.–) ausztrál színész.
Leginkább Doug Gugghenheim szerepéről ismert a Gátlástalanok című vígjátéksorozatból.

## Fiatalkora és tanulmányai
Lawson Brisbaneben született és nőtt fel, a Gregory Terrace - St Joseph's Főiskolába járt. 2001-ben diplomázott az National Institute of Dramatic Art-ban. Emellett egy évet töltött improvizációs technikák tanulmányozásával Los Angelesben a The Second City, a The Groundlings, az ACME Comedy Theatre és az I.O. West humorcsapatban. Idősebb testvére Ben Lawson színész.
2003-ban Lawson Mike Walsh ösztöndíjat kapott.

## Pályafutása
Lawson vendégszerepeket játszott olyan népszerű ausztrál televíziós programokban, mint a Blue Heelers: Kisvárosi zsaruk, valamint az Otthonunkban, és arról is ismert, hogy szerepelt a Thank God You're Here, A parti őrség és a The Librarians című drámákban. Vendégszerepet játszott a Wilfred vígjátékban, és számos televíziós reklámban feltűnt, köztük a Coca-Cola Cherry és az Gold Class mozireklámjaiban.
Tate Staskiewicz-et, a Cloud 9 gyógyszerészt alakította a Superstore című sorozatban.
Lawson az ausztrál Wipeout házigazdája volt James Brayshawal együtt.
2019-ben Lawson csatlakozott Kano szerepére a Mortal Kombat remakeben.

## Filmográfia

### Film
| Év   | Magyar cím                          | Eredeti cím                       | Szerep                 | Magyar hang          |
| ---- | ----------------------------------- | --------------------------------- | ---------------------- | -------------------- |
| 2006 |                                     | BoyTown                           | Andy                   |                      |
| 2010 |                                     | The Wedding Party                 | Steve                  |                      |
| 2012 | Van kérdés Benhez?                  | Any Questions for Ben?            | Ben                    |                      |
| 2012 | Képtelen kampány                    | The Campaign                      | Tripp Huggins          | Lux Ádám             |
| 2012 |                                     | Crave                             | Aiden                  |                      |
| 2012 | Ingyenélők                          | Freeloaders                       | Dave                   | Bozsó Péter          |
| 2013 | Pulykaland                          | Free Birds                        | Gus / Settler (hangja) |                      |
| 2013 | Ron Burgundy: A legenda folytatódik | Anchorman 2: The Legend Continues | Kench Allenby          | Anger Zsolt          |
| 2014 |                                     | Growing Up and Other Lies         | Jake                   |                      |
| 2014 |                                     | Border Protection Squad           | Emma                   |                      |
| 2014 | Szexterápia                         | The Little Death                  | Paul                   | Szabó Máté           |
| 2017 |                                     | Becoming Bond (dokumentumfilm)    | George Lazenby         |                      |
| 2019 | Botrány                             | Bombshell                         | James Murdoch          |                      |
| 2020 | Holly bekavar                       | Holly Slept Over                  | Noel                   | Szabó Máté           |
| 2021 | A szerelem röviden                  | Long Story Short                  | Patrick                | Dózsa Zoltán         |
| 2021 | Mortal Kombat                       | Mortal Kombat                     | Kano                   | Mészáros Béla        |
| 2023 | Jessica útja                        | True Spirit                       | Roger Watson           | Czvetkó Sándor       |
| 2024 | Fakopáncs Frici a nyári táborban    | Woody Woodpecker Goes to Camp     | Zane Mallard           | Csík Csaba Krisztián |
| 2025 | Mortal Kombat II.                   | Mortal Kombat II                  | Kano                   |                      |

Rövidfilmek
| Év   | Eredeti cím                                | Szerep           | Megjegyzések                |
| ---- | ------------------------------------------ | ---------------- | --------------------------- |
| 2006 | Hey Stranger                               | bemondó          |                             |
| 2006 | Charmed Robbery                            | vásárló          |                             |
| 2006 | BoyTown                                    | Andy             |                             |
| 2007 | $quid                                      | Chris            |                             |
| 2009 | Law and Order: Really Special Victims Unit | zongorista       | forgatókönyvíró             |
| 2010 | After the Credits                          | udvariatlan utas | rendező és forgatókönyvíró  |
| 2011 | Pet                                        | Julian           |                             |
| 2016 | The Eleven O'Clock                         | Terry Phillips   | forgatókönyvíró és producer |
| 2017 | The Doppel Chain                           | Thomas           |                             |

### Televízió
| Év        | Magyar cím                     | Eredeti cím                                                | Szerep              | Megjegyzések                   |
| --------- | ------------------------------ | ---------------------------------------------------------- | ------------------- | ------------------------------ |
| 1997      |                                | The Wayne Manifesto                                        | Trevor              | 2 epizód                       |
| 1998      |                                | Medivac                                                    | Rob                 | 1 epizód                       |
| 1998      |                                | The Day of the Roses                                       | Mark Shuttler       | minisorozat (2 epizód)         |
| 2002      |                                | TwentyfourSeven                                            | Tony White          | 13 epizód                      |
| 2004      | Otthonunk                      | Home and Away                                              | Felix Walters       | 3 epizód                       |
| 2006      | Blue Heelers: Kisvárosi zsaruk | Blue Heelers                                               | David Murray        | 5 epizód                       |
| 2006      | Szentek kórháza                | All Saints                                                 | Nick Bagnall        | 1 epizód                       |
| 2006      |                                | Nightmares & Dreamscapes: From the Stories of Stephen King | orvos a sürgősségin | 1 epizód                       |
| 2006–2009 |                                | Thank God You're Here                                      | több szereplő       | 9 epizód                       |
| 2007      | A parti őrség                  | Sea Patrol                                                 | Toby "Chefo" Jones  | 13 epizód                      |
| 2007      |                                | The Librarians                                             | Lachie Davis        | 6 epizód                       |
| 2007–2009 |                                | Chandon Pictures                                           | Carmichael Chandon  | 11 epizód                      |
| 2010      |                                | Wilfred                                                    | Spencer             | 1 epizód                       |
| 2010      |                                | Hawke                                                      | Grant Nihill        | Televíziófilm                  |
| 2010      | Romantikus kaland              | Romantically Challenged                                    | Shawn Goldwater     | 6 epizód                       |
| 2011      |                                | Underbelly Files: The Man Who Got Away                     | Michael Sullivan    | tévéfilm                       |
| 2012      |                                | Lowdown                                                    | Mark Hardy          | 1 epizód                       |
| 2012–2016 | Gátlástalanok                  | House of Lies                                              | Doug Guggenheim     | 58 epizód                      |
| 2013      |                                | Rocket Dog                                                 | Bob (hangja)        | webes rövidfilm                |
| 2014      |                                | Kinne                                                      | vendégszereplő      | 6 epizód                       |
| 2015–2018 |                                | Superstore                                                 | Tate Stasklewicz    | visszatérő szereplő (9 epizód) |
| 2016      | Megrekedve                     | Wrecked                                                    | Eric                | 1 epizód                       |
| 2017      |                                | Hoges: The Paul Hogan Story                                | Paul Hogan          | minisorozat (2 epizód)         |
| 2018      |                                | Welcome to the Neighborhood                                | Dave                | leadatlan próbaepizód          |
| 2021      |                                | Have You Been Paying Attention?                            | önmaga              | 1 epizód                       |
| 2022      | Cobra Kai                      | Cobra Kai                                                  | Owen                | 1 epizód                       |
| 2023      |                                | Would I Lie To You? Australia                              | önmaga              | 1 epizód                       |

## Díjak és jelölések
Szexterápia (2014)
- SXSW Audience Award for Narrative Spotlight
- Thesszaloniki Nemzetközi Filmfesztivál közönségdíja az Open Horizonsért
- Jelölve – Australian Writers' Guild Award for Feature Film – eredeti
- Jelölve – São Paulo Nemzetközi Filmfesztivál díj a legjobb játékfilmért

The Eleven O'Clock (2016)
- AACTA-díj a legjobb rövidfilmnek
- LA Shorts Fest-díj a legjobb rövidfilmért
- Jelölve – Oscar-díj a legjobb élőszereplős rövidfilmért

## Fordítás
- Ez a szócikk részben vagy egészben  a   Josh Lawson című angol Wikipédia-szócikk fordításán alapul.  Az eredeti cikk szerkesztőit annak laptörténete sorolja fel. Ez a jelzés csupán a megfogalmazás eredetét és a szerzői jogokat jelzi, nem szolgál a cikkben szereplő információk forrásmegjelöléseként.